# Masistyloides excavatum
Masistyloides excavatum är en tvåvingeart som beskrevs av Louis-Paul Mesnil 1963. Masistyloides excavatum ingår i släktet Masistyloides och familjen parasitflugor. Inga underarter finns listade i Catalogue of Life.